# WX341K
WX341K（ダブリューエックス さん よん いち ケー）は、ウィルコム向けに供給された京セラ製PHS（W-OAM）端末である。バウムクーヘンをモチーフにしたデザインから、BAUM（バウム）という愛称で発売される。

## 概要
WX331K(HONEY BEE)のストレート形状を踏襲している。ただし、愛称であるBAUMにちなみ、背面が円弧状に丸みを帯びた形状となっている。メインディスプレイは、2.4インチで、このサイズでは珍しくワイドQVGA液晶である。
同じ2009年春モデルのWX340Kとともに、ウィルコムの端末としては初めてFelicaを搭載し、「ウィルコムICサービス」に対応している。
カメラは、WX340Kと同じ約197万画素であるが、当機種にはオートフォーカスやライトはなく、マクロスイッチ切り替えによるパンフォーカスである。
WEBブラウザは、従来の京セラ端末に搭載されていたOperaから、NetFrontに変更された。
液晶ディスプレイのサイズとカメラのオートフォーカスの有無を除くと、WX340Kと機能的には同等。しかしW-VALUE SELECTを利用して端末の購入をすると、端末の価格がWX340Kと比べて低く抑えられている上、基本料金の割引額も高めに設定されるため、WX340Kに比べ端末購入時の負担を低く抑えることが出来る。
2010年7月15日には、機能は同じでカラーリングと仕上げ加工が当機種と異なったプレミアム版にあたる「Premium Bar presented by BAUM」（WX341K P）が発売された。

## 沿革
- 2009年1月22日 - 発表
- 2009年3月19日 - 発売
- 2009年4月2日 - ソフトウエア更新（Ver.1.1.0）
- 2009年7月15日 - ソフトウエア更新（Ver.2.0.0）
- 2009年8月20日 - ソフトウエア更新
- 2009年10月9日 - 新色「ピーチピンク」「ブルー」発売
- 2009年11月11日 - ソフトウエア更新
- 2009年11月20日 - ビックカメラ・ベスト電器限定色「フレッシュオレンジ」発売
- 2010年9月14日 - ファームアップデートを実施
- 2016年6月30日 - PHSでのウィルコムICサービス終了にともない、おサイフケータイの利用が不可とする予定。

## 各種仕様
- アドレス 1000件(1件あたり電話番号3件、メールアドレス3件登録可）
- スケジュール帳 スケジュール：150件、TODO：50件
- メモ帳 20件（全角/半角512文字まで記述可）
- 外部端子 microUSB TypeB（USBデータケーブル同梱） CDC準拠モードとモデム&ユーティリティ併用モードで切り替え可能
- バッテリ リチウムイオン LD341K 650mAh/3.7V
- サウンド機能 64ch MIDIファイル・feelsoundファイル・MP3ファイル再生対応
- フォント アウトラインフォント（NEC FontAvenue）
- Webブラウザ NetFront
- 電子メールクライアント NetFront Messaging Client[1]
- メール保存容量 4,096Kバイト・送受信履歴最大1000件（受信700件/送信・未送信300件）
- 電話機の管理者が電話機の機能を制限できる管理者ロック機能対応
- w+(ダブリュー)Book対応
- Javaアプリ対応
- ウィルコムガジェット対応
- Flash Lite 3.1搭載、Flash待ち受け対応
- 動画再生対応（.mp4/.3gp/.3g2）
- ドキュメントビューアー搭載（.doc/.xls/.ppt/.pdf）
- 伝言/音声メモ 約30秒、3件まで保存可
- 自動時刻補正機能搭載
- 国際ローミング対応（台湾/タイ/ベトナム）
- おサイフケータイ
  - ただし2016年6月30日をもってサービスを終了する旨の発表があった[2]。
これ以降は、対応サービスの新規の利用開始や利用中の各サービスのチャージなどのオンライン機能が利用不可となる。

## BAUMキャラクター BAUM犬
女子大生をメインセグメントとしてBAUMが企画されたためかHONEY BEEでの蜂キャラクター同様にBAUMにおいてもキャラクターを用いた販売促進が行われた。キャラクターオリジナルストラップ・オリジナルメモ用紙の配布である。多くは、発売直後の購入者に特典として添付された。